# Christopher Hickey
Christopher Hickey es un jinete estadounidense que compitió en la modalidad de doma. Ganó dos medallas de oro en los Juegos Panamericanos de 2007, en las pruebas individual y por equipos.

## Palmarés internacional
| Juegos Panamericanos | Juegos Panamericanos    | Juegos Panamericanos | Juegos Panamericanos |
| Año                  | Lugar                   | Medalla              | Categoría            |
| -------------------- | ----------------------- | -------------------- | -------------------- |
| 2007                 | Río de Janeiro (Brasil) | Medalla de oro       | Individual           |
| 2007                 | Río de Janeiro (Brasil) | Medalla de oro       | Por equipos          |